# Prozatímní jednotky OSN v Libanonu
Prozatímní jednotky Organizace spojených národů v Libanonu (anglicky: United Nations Interim Force in Lebanon, zkráceně UNIFIL) jsou mírovými silami Organizace spojených národů, vytvořenými na základě rezolucí Rady bezpečnosti č. 425 a 426 ze dne 19. března 1978. Vznikly za účelem obnovení míru a bezpečnosti po izraelské invazi do Libanonu a jedním z jejích úkolů je pomoc libanonské vládě obnovit její efektivní správu nad jihem země.
První jednotky mise UNIFIL byly rozmístěny 23. března 1978. Během okupace se mise UNIFIL soustředila především na poskytování humanitární pomoci. Mandát mise UNIFIL je každoročně obnovován Radou bezpečnosti.
Během izraelské invaze do Libanonu v roce 2024 bylo nejméně pět vojáků mise zraněno izraelskou armádou.